# Charles Martin (homme politique, 1815-1901)
Pour les articles homonymes, voir Charles Martin et Martin.
Charles Martin est un homme politique français né le 27 mars 1815 à Corbigny (Nièvre) et décédé le 9 mars 1901 à Auxerre (Yonne).

## Biographie
Magistrat, il est procureur à Château-Chinon, puis juge à Nevers et conseiller à la Cour d'Appel de Bourges. Il était député de la Nièvre de 1871 à 1876, siégeant à droite.

## Sources
- Ressources relatives à la vie publique :   - base Léonore
  - Base Sycomore
- « Charles Martin (homme politique, 1815-1901) », dans Adolphe Robert et Gaston Cougny, Dictionnaire des parlementaires français, Edgar Bourloton, 1889-1891 [détail de l’édition]